# Ville Platte
Pour les articles homonymes, voir Platte.
Ville Platte est une ville, siège de la paroisse d'Evangeline, dans l’État de Louisiane, aux États-Unis. Sa population s’élevait à 7 430 habitants lors du recensement de 2010, estimée à 7 270 habitants en 2016.

## Histoire
La localité doit son nom aux colons de la Louisiane française qui lui attribuèrent cette appellation en raison de la configuration du terrain.
Un des fondateurs de la ville fut un certain Marcellin Garand, capitaine faisant fonction d'adjudant-major dans l'armée napoléonienne lors des guerres de l'Empire français. Après la vente de la Louisiane, il obtint une concession sur le hameau de la Ville Platte. Le premier bureau de poste ouvrit en 1842 avec Marcellin Garand comme postier en chef. 
En 1858, la ville devint officiellement une municipalité.

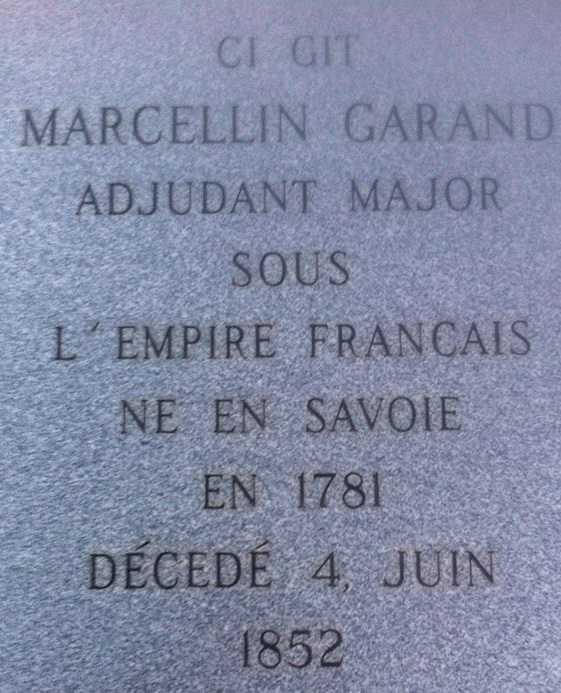
Plaque en l'honneur de Marcellin Garand, fondateur de Ville Platte.